# Villa Eikenhof (Wouw)
Villa Eikenhof aan de Roosendaalsestraat in Wouw is een artsenwoning gebouwd in 1905.

## Geschiedenis
De villa is in opdracht van dokter G.M.J. van Aerssen gebouwd door Van den Berg uit Bergen op Zoom. Deze verkreeg als laagste inschrijver de aanbesteding op 31 januari 1905. Het huis werd gebouwd voor 20269 gulden. Daarnaast kreeg Dr. van Aerssen 200 gulden per jaar van de gemeente indien hij op eigen kosten de woning zou bouwen.
Volgens dagblad "De Grondwet" vond er op 15 augustus 1905 een ongeval plaats op de bouwplaats. Een van de werkmannen maakte een val van de tweede balklaag en moest met gekneusde ribben het werk onderbreken.
Tot op heden is de villa in gebruik gebleven als artsenwoning door de verschillende opvolgers van Dr. van Aerssen. In 2008 is de Villa opgeknapt door familie van de Kar. Tot op heden woont er nog steeds een huisarts..

## Beschrijving
De Villa is in neorenaissancestijl uitgevoerd en bestaat uit twee woonlagen. In het schilddak zit een kleine dakkapel met een piron en een topgevel met een siervaas op de fronton. Op de topgevel staat de naam van de villa.
In de tuin staat een bruine beuk (geplant in de periode 1860 - 1870) die door de bomenstichting is gemarkeerd als monumentaal.